# 相振飛車
相振飛車（あいふりびしゃ）是將棋戰型之一，指先後手都使用振飛車的戰型，雙方都把飛車移往左翼。
以前大多在振飛車黨之間使用（否則一般會變成對抗型），也會在力戰派（脫離定跡戰鬥的棋士）之間出現，近年來，棋士越來越常嘗試因應對手的下法而以相振飛車應戰，連居飛車黨的棋士也越來越常下相振飛車。例如，為了對付藤井系統，越來越多人選擇相振飛車。相振飛車因而逐漸定跡化，不過仍有許多發展空間。

## 相振飛車戰法
振飛車可分為中飛車、四間飛車、三間飛車、向飛車四大類，因此相振飛車有十種對局組合。

### 中飛車
在移動玉將前就把飛車振至第5筋，概念和原理非常易懂。原本雖然是很優秀的戰法，但卻容易被對手以相振飛車腰斬。比起其他戰法，中飛車離圍玉後的王將更近，因此在相振飛車中不利。因此，意識到先手下中飛車時，往往就以相振飛車應戰。其中三間飛車可說是中飛車剋星。近來則開發出「中飛車左穴熊」這種把玉將移往左翼以遠離戰場的戰法。

### 四間飛車
振飛車的大宗，在相振飛車中也經常出現。在金無雙主流時代時，因為難組，所以比較少用，但適合對付矢倉，因此不乏確認對手圍玉後再振到四間的例子。

### 三間飛車
能夠省一手，大多由後手採用，是相振飛車的代表戰型之一。金無雙主流時代時，一般都組成石田流浮飛車（後手飛車位於3四）。後來受到矢倉影響，多半改用三間引飛車（後手飛車位於3二），並多搭配穴熊使用。

### 向飛車
大多由先手採用，是相振飛車的代表戰型之一。金無雙主流時代常把飛車浮到上方（先手飛車位於8六），但現在引飛車（先手飛車位於8八）則是主流。為了作戰均衡，對方也下向飛車應戰的例子不少，這種相向飛車戰型的缺點是容易千日手。

## 相振飛車圍玉

### 金無雙
金無雙過去曾是相振飛車的代表性圍玉，但它的銀將位在▲2八（△8二），是為惡形「壁銀」，會塞住玉將的逃生道路，因此右銀通常要等萬不得已才上。由於壁銀，大山康晴非常討厭使用金無雙，連帶討厭相振飛車。2007年至今，金無雙已越來越少使用。但因為手數比美濃或矢倉少，又能應付向飛車或三間飛車的縱向攻擊，因此還是不時有出現的機會。
| 金無雙（壁銀型） | 金無雙（發展型） |

### 美濃
美濃圍是振飛車的主流圍玉，最早是為了對抗型所開發。對四間飛車和橫向攻擊很具防禦力，但應付端攻很弱，玉頭則需組出高美濃或銀冠才會變強。不過，根據菅井龍也的研究，若先手企圖組矢倉，後手可以走三間飛車，花五手組好美濃後發起快攻，是為「菅井新手」。
| 本美濃 | 高美濃 | 銀冠 |

### 矢倉
矢倉近年來成為相振飛車的代表性圍玉。振飛車矢倉將居飛車圍玉左右顛倒，圍在右邊，因此又稱右矢倉。矢倉的上部防禦非常厚實，在相振飛車中是評價非常高的圍玉。但推進4筋步兵時容易成為攻擊目標（類似居飛車矢倉在居角左美濃急戰中的處境），必須特別注意。
| 矢倉（右矢倉） | 矢倉，玉將不入城以預防打入 |

### 大隅圍（大住圍）
大隅圍（大住圍）只要三手就能完成，是入城最快的圍玉。也可用於對抗型，對中央攻擊抗性強，適用於抵抗中飛車或四間飛車。近藤正和曾在相中飛車戰中以此獲勝。
| 單純的大隅圍 | 發展型的高大住 |

### 穴熊
穴熊圍素為人知的缺點是需要大量手數，但非常堅硬，因此採用率逐漸增加，主要是後手方用以與三間飛車組合使用。在振飛車穴熊中，金將二枚可以配置於3九（7一）、4八（6二）。若攻勢從正面來，則調整為3八（7二）、4八的「金無雙型」；若攻勢從側面來，則調整為普遍型穴熊。
| 振飛車穴熊 | 振飛車穴熊（3九金、4八金） | 振飛車穴熊（金無雙型） |

## 腳註
1. 1 2 3  . 将棋情報局. 2017-09-08  [2019-03-01] （日语）.
2. ↑  一瀬浩司. . 日本将棋連盟. 2018-03-21  [2019-03-01]. （原始内容存档于2022-05-15） （日语）.
3. ↑  杉本昌隆. . マイナビ. 2015年４月30日. ISBN 978-4-8399-5548-9.
4. ↑  一瀬浩司. . 日本将棋連盟. 2018-03-29  [2019-03-01]. （原始内容存档于2022-07-05） （日语）.
5. ↑  『日本将棋用語事典』p.67
6. ↑  一瀬浩司. . 日本将棋連盟. 2018-02-16  [2019-03-01]. （原始内容存档于2022-07-05） （日语）.